# Канадское турне сборной Ирландии по регби 1899 года
Канадское турне сборной Ирландии по регби 1899 года (англ. 1899 Ireland rugby union tour of Canada) — первое в истории сборной Ирландии заграничное регбийное турне. Матчи прошли в октябре—ноябре 1899 года против местных команд в разных городах Канады: Галифаксе, Гамильтоне, Квебеке, Милтоне, Монреале, Оттаве, Питерборо и Торонто. Тестовых матчей (то есть встреч с какими-либо национальными сборными) сыграно не было. Всего было проведено 11 матчей, в 10 из которых победу одержали «зелёные».

## История
До 1899 года заграничные регбийные турне устраивали только три сборные — Новой Зеландии, «Новозеландские маори» (составляется из новозеландцев, имеющих корни маори) и Британских островов (ныне «Британские и ирландские львы», в неё вызываются регбисты из Англии, Ирландии, Уэльса и Шотландии). Первую такую поездку в 1884 году совершили «Олл Блэкс», которые отправились в австралийский Новый Южный Уэльс, а первое турне британцев состоялось в 1888 году. В марте 1899 года ирландцы стали обладателями Тройной короны в Кубке домашних наций, а уже в сентябре отплыли в Канаду, таким образом став первой сборной одной из четырёх Домашних наций, отправившейся в самостоятельное турне.
Спонсором поездки выступил ирландец Дюк Коллинз, переехавший ранее из Дублина в Торонто. В турне отправилось 17 спортсменов, а капитаном был назначен Джеймс Фрэнкс. Из них только один регбист, Иан Дэвидсон, участвовал в завоевании Тройной короны несколько месяцев спустя. По словам одного из победителей, Дэвида Хармана, он и все остальные не сумели поехать из-за сложностей с деньгами и временем — многие из них были студентами-медиками. По ходу матчей трое игроков получили различные травмы, поэтому в последних встречах ирландцы выходили составом из 14 человек.
Трое участников той сборной отметились впоследствии и на других поприщах: Сесил Бойд стал майором Королевского армейского медицинского корпуса и во время Первой мировой войны был награждён Военным крестом. Джеймс Майлз дослужился до звания майора пехоты и тоже был награждён военным крестом. После Первой мировой войны начал политическую карьеру, на протяжении 20 лет был независимым депутатом Дойл Эрен. Арнольд Харви играл за сборную Ирландии по крикету и в 1904 году стал священником Церкви Ирландии. Более двадцати лет (с 1935 по 1958) был Епископом Кашелским и Уотерфордским. 

## Состав
| Имя           | Клуб                  |                |                       |
| ------------- | --------------------- | -------------- | --------------------- |
| Джеймс Фрэнкс | «Университет Дублина» | Дж. К. Леппер  | «Норт оф Айрланд»     |
| Сесил Бойд    | «Университет Дублина» | Х. А. Макриди  | «Университет Дублина» |
| Р. Р. Бойд    | «Лэнсдаун»            | Джеймс Майлз   | «Сити оф Дерри»       |
| Дж. Байерс    | «Норт оф Айрланд»     | Перси Николсон | «Университет Дублина» |
| Иан Дэвидсон  | «Норт оф Айрланд»     | Б. У. Роуан    | «Лэнсдаун»            |
| Ф. Динсмор    | «Норт оф Айрланд»     | А. К. Роуан    | «Лэнсдаун»            |
| Берти Доран   | «Университет Дублина» | Х. Стивенсон   | «Данганнон»           |
| И. Грув-Уайт  | «Университет Дублина» | Дж. Стоукс     | «Лэнсдаун»            |
| Арнольд Харви | «Университет Дублина» |                |                       |

## Матчи
Победа  Поражение
| Соперник              | Дата            | Место                         | О+ | О- |
| --------------------- | --------------- | ----------------------------- | -- | -- |
| «Юнайтед Сёрвисес»    | 12 октября 1899 | «Уондерерс Граунд», Галифакс  | 10 | 0  |
| «Уондерерс»           | 14 октября 1899 | «Уондерерс Граунд», Галифакс  | 16 | 3  |
| «Галифакс»            | 16 октября 1899 | «Уондерерс Граунд», Галифакс  | 0  | 5  |
| «Монреаль»            | 19 октября 1899 | «МАА Граунд», Монреаль        | 20 | 12 |
| «Квебек Сити»         | 24 октября 1899 | Квебек                        | 8  | 0  |
| «Оттава»              | 28 октября 1899 | «Метрополитан Граунд», Оттава | 9  | 3  |
| «Бруквилл»            | 30 октября 1899 | Милтон                        | 28 | 0  |
| «Питерборо»           | 2 ноября 1899   | «Николз Парк», Питерборо      | 16 | 3  |
| «Гамильтон»           | 3 ноября 1899   | Гамильтон                     | 8  | 0  |
| «Аргонотс»            | 4 ноября 1899   | «Варсити Стэдиум», Торонто    | 23 | 19 |
| «Университет Торонто» | 6 ноября 1899   | «Варсити Стэдиум», Торонто    | 12 | 6  |